# Zaleszczotki Iranu
Zaleszczotki Iranu – ogół taksonów pajęczaków z rzędu zaleszczotków, których występowanie stwierdzono na terenie Iranu.
Do 2022 roku z terenu Iranu wykazano 70 gatunki zaleszczotków należących do 12 rodzin.

## Podrząd:Epiocheirata

### Nadrodzina:Chthonioidea

#### Rodzina:Chthoniidae
Z Iranu wykazano:
- Chthonius shelkovnikovi
- Chthonius youtabae
- Ephippiochthonius anatolicus
- Ephippiochthonius iranicus
- Ephippiochthonius negarinae
- Ephippiochthonius romanicus
- Ephippiochthonius tetrachelatus

## Podrząd:Iocheirata

### Nadrodzina:Cheiridioidea

#### Rodzina:Cheiridiidae
Z Iranu wykazano:
- Apocheiridium ferum
- Cheiridium museorum

### Nadrodzina:Cheliferoidea

#### Rodzina:Atemnidae
Z Iranu wykazano:
- Atemnus politus
- Diplotemnus balcanicus

#### Rodzina:Cheliferidae
Z Iranu wykazano:
- Beierochelifer peloponnesiacus
- Dactylochelifer brachialis
- Dactylochelifer gracilis
- Dactylochelifer intermedius
- Dactylochelifer kussariensis
- Dactylochelifer latreillii
- Dactylochelifer mrciaki
- Dactylochelifer spasskyi
- Ellingsenius fulleri
- Gobichelifer chelanops
- Hysterochelifer afghanicus
- Rhacochelifer melanopygus
- Strobilochelifer spinipalpis

#### Rodzina:Chernetidae
Z Iranu wykazano:
- Allochernes elbursensis
- Allochernes fusimensis
- Allochernes microti
- Allochernes wideri
- Chernes hahnii
- Dinocheirus panzeri
- Lamprochernes muscivorus
- Lamprochernes nodosus – zaleszczotek czepny
- Megachernes pavlovskyi
- Nudochernes limusensis
- Pselaphochernes anachoreta
- Pselaphochernes scorpioides

#### Rodzina:Withiidae
Z Iranu wykazano:
- Withius nanus

### Nadrodzina:Garypoidea

#### Rodzina:Garypinidae
Z Iranu wykazano:
- Amblyolpium bellum
- Amblyolpium goldastehae
- Amblyolpium atropatesi
- Garypinus afghanicus
- Serianus validus

#### Rodzina:Geogarypidae
Z Iranu wykazano:
- Geogarypus harveyi
- Geogarypus shulovi

#### Rodzina:Menthidae
Z Iranu wykazano:
- Paramenthus nanus

#### Rodzina:Olpiidae
Z Iranu wykazano:
- Calocheiridius centralis
- Calocheiridius iranicus
- Cardiolpium asiaticum
- Cardiolpium bisetosum
- Minniza babylonica
- Minniza gallagheri
- Minniza nigrimanus
- Minniza persica
- Olpium lindbergi
- Olpium omanense
- Parolpium litoreum

### Nadrodzina:Neobisioidea

#### Rodzina:Ideoroncidae
Z Iranu wykazano:
- Shravana latens

#### Rodzina:Neobisiidae
Z Iranu wykazano:
- Acanthocreagris caspica
- Acanthocreagris iranica
- Acanthocreagris ronciformis
- Neobisium alticola
- Neobisium anatolicum
- Neobisium crassifemoratum
- Neobisium erythrodactylum
- Neobisium fuscimanum
- Neobisium validum
- Roncus corimanus
- Roncus khorasanicus
- Roncus microphthalmus
- Roncus viti